# Гоннелін Ротенбергер
Гоннелін Ротенбергер (нід. Gonnelien Rothenberger, 5 червня 1969) — нідерландська вершниця.
Срібна призерка Олімпійських Ігор 1996 року в командній виїздці.
Срібна призерка Чемпіонату Європи з виїздки 1997 (командна виїздка), 2001 (командна виїздка) років, бронзова призерка 1993 року в командній виїздці.
Срібна призерка Всесвітніх ігор з кінного спорту 1998 року в командній виїздці.

## Родина
- Чоловік — Свен Ротенбергер, німецький, потім нідерландський вершник, срібний призер Олімпійських Ігор 1996 року в командній виїздці, бронзовий призер 1996 року в індивідуальній виїздці.
- Син — Зенке Ротенбергер, німецький вершник, олімпійський чемпіон 2016 року.